# Клиноподібна кістка

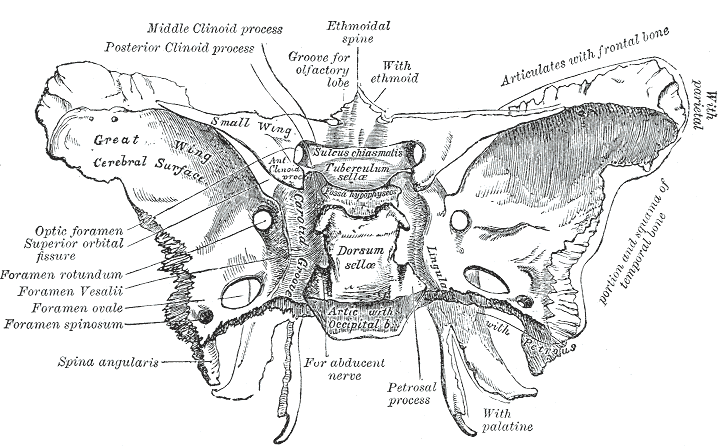
Клиноподібна кістка

Будова клиноподібної кістки

Вигляд знизу (нижня щелепа видалена)

Клиноподібна кістка, основна кістка (лат. os sphenoidale) — кістка мозкового черепа, яка лежить на його основі, схожа на осу. Має тіло, великі і малі крила та крилоподібні відростки, які звисають вниз. Клиноподібна кістка формує задню стінку очниці і разом з потиличною кісткою — основу черепа.

## Назва
Українська назва кістки є калькою латинської, що утворена від грец. σφηνοειδής («клиноподібний») Проте, є думка, що первісно ця кістка називалася os sphecoidale («кістка у формі оси», від дав.-гр. σφήξ, род. відм. σφηκός — «оса»), а сучасна форма з'явилася внаслідок помилки.

## Будова в людини

### Тіло клиноподібної кістки
Тіло кістки (corpus ossis sphenoidalis) має форму ромба.
Верхня поверхня тіла обернена до порожнини черепа, посередині має утворення, що називається турецьким сідлом (sella turcica), на дні якого є гіпофізна ямка (fossa hypophisialis), де залягає гіпофіз. Спереду від гіпофізної ямки знаходиться горбок сідла (tuberculum sellae), а ззаду — спинка сідла (dorsum sellae) з двома задніми нахиленими відростками. Збоку від тіла розміщена досить широка сонна борозна (sulcus caroticus), а поряд з нею — клиноподібний язичок (lingula spheniodalis). Усередині тіла кістки є порожнина — клиноподібна пазуха (sinus spheniodalis), поділена перегородкою на дві частини. Також виділяють кавернозний синус (sinus cavernosus) — венозне сплетення, що розташована латерально від турецького сідла між зовнішньою і внутрішньою пластинками твердої мозкової оболони.
Передня поверхня тіла обернена до носової порожнини. На передній поверхні тіла, збоку від клиноподібної кістки знаходяться клиноподібні раковини (conchae spheniodales) — це тонесенькі кісткові пластинки, які обмежують спереду клиноподібну пазуху. У центрі кожної пазухи є отвір клиноподібної пазухи (apertura sinus sphenoidalis), що сполучується з порожниною носа.
На середні нижньої поверхні тіла починається клиноподібний гребінь (crista spheniodalis), який продовжується у вигляді клиноподібного дзьоба (rostrum spheniodale). Вони разом з перпендикулярною пластинкою решітчастої кістки і лемешем утворюють кісткову перегородку носа.

### Малі крила
Малі крила (alae minores) — тонкі трикутні пластинки, які відходять від тіла кістки, мають дві поверхні: мозкову і очноямкову. З'єднуються малі крила клиноподібним випином (jugum sphenoidale). Біля основи кожного крила проходить зоровий канал (canalis opticus), через нього в очницю проходять очна артерія і з очниці в череп чутливий зоровий нерв (II пара ЧМН). Між зоровими каналами на верхній поверхні тіла клиноподібної кістки розташована передперехресна борозна (sulcus chiasmatis), де розташовується зорове перехрестя, спереду від неї — клиноподібний випин, ззаду — горбок сідла. Медіальна частина кожного малого крила утворює передній нахилений відросток (processus clinoideus anterior).

### Великі крила
Великі крила (alae majores) починаються від боків тіла і мають п'ять поверхонь:
- мозкову (facies cerebralis) — обернена до порожнини черепа
- очноямкову (facies orbitalis) — утворює бічну стінку очної ямки
- скроневу (facies temporalis)
- підскроневу (facies infratemporalis) — відділяється від скроневої за допомогою підскроневого гребеня
- верхньощелепна (facies maxilliaris) — бере участь у формуванні крило-піднебінної ямки.

Окрім того, виділяють чотири краї:
- виличний (margo zygomaticus) — з'єднується з виличною кісткою
- лобовий (margo frontalis) — з'єднується з очноямковою частиною лобової кістки
- тім'яний (margo parietalis) — з'єднується з тім'яною кісткою
- лускатий (margo squamosus) — з'єднується з клиноподібним краєм скроневої кістки.

Дозаду і ззовні лускатий край закінчується остю клиноподібної кістки (spina ossis sphenoidalis).
Між малими і великими крилами розташована верхня очноямкова щілина (fissura supraorbitalis), відносно великий отвір, що з'єднує порожнину черепа з очницею. Через верхню очноямкову щілину з порожнини черепа в очницю проходять наступні нерви: окоруховий (III пара ЧМН), блоковий (IV пара ЧМН), відвідний (VI пара ЧМН), очний (перша гілка трійчастого нерва).
В основі кожного великого крила є три отвори: круглий (foramen rotundum) — розміщений спереду і ближче до середини, через нього проходить верхньощелепний нерв (друга гілка трійчастого нерва), овальний (foramen ovale) — дещо позаду та збоку, через нього проходить нижньощелепний нерв (третя пара трійчастого нерва), остистий (foramen spinosum) — розташовується в задньому гострому куті великого крила, поблизу ості клиноподібної кістки. Іноді овальний та остистий отвори зливаються в один загальний, через нього проходить середня оболонна артерія.

### Крилоподібні відростки
Униз від тіла кістки відходять крилоподібні відростки (processus pterygoidei). Вони утворені бічною (lamina lateralis) і присередньою (lamina medialis) пластинками. Між ними розміщується глибока крилоподібна ямка (fossa pterygoidea), а на верхівці відростка — крилоподібна вирізка (incisura pterygoidea). В основі крилоподібного відростка спереду назад проходить крилоподібний канал (canalis pterygoideus), який з'єднує рваний отвір (foramen lacerum) з крило-піднебінною ямкою. В основі присередньої пластинки є човникоподібна ямка (fossa scaphoidea). Верхівка її закінчується крилоподібним гачком (hamulus pterygoideus), який має борозну (sulcus hamuli pterygoidei). Дозовні від човникоподібної ямки видна борозна слухової труби (sulcus tubae auditivae).
Також є ще два складних утворення — піднебінно-піхвова борозна (sulcus palatovaginalis, canalis palatovaginalis) і лемешево-піхвова борозна (sulcus vomerovaginalis, canalis vomerovaginalis). Вони з'єднані з піхвовим відростком (processus vaginalis). Він розташований на нижній поверхні тіла клиноподібної кістки і являє собою присередню частину основи крилоподібного відростка у вигляді горизонтально розташованої пластинки, спрямованої ближче до лемеша. Над піхвовим відростком розміщена лемешево-піхвова борозна, під ним — піднебінно-піхвова борозна. У них проходять гілки глоткових нервів.

## Додаткові зображення

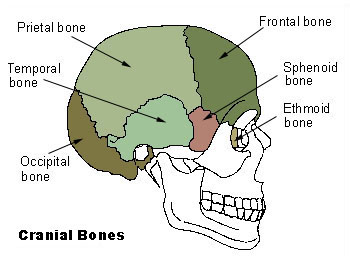
Клиноподібна кістка виділена червоним кольором
Проєкція клиноподібної кістки в черепі (зелений). Анімація.
Вигляд зверху (тім'яні кістки видалені)
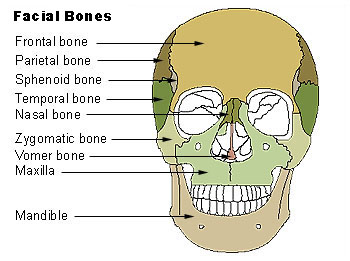
Лицьові кістки.
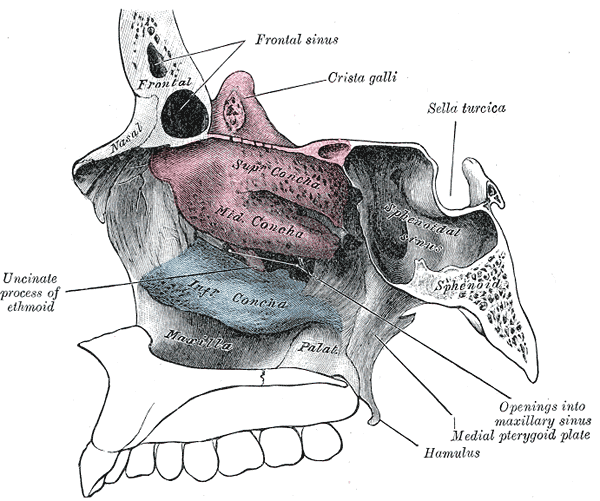
Бокова стінка носової порожнини, показана позиція решітчастої кістки.
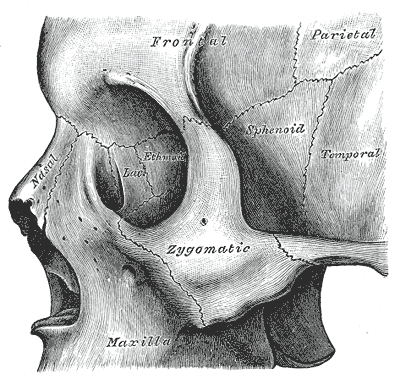
Клиноподібна кістка — права центральна частина.
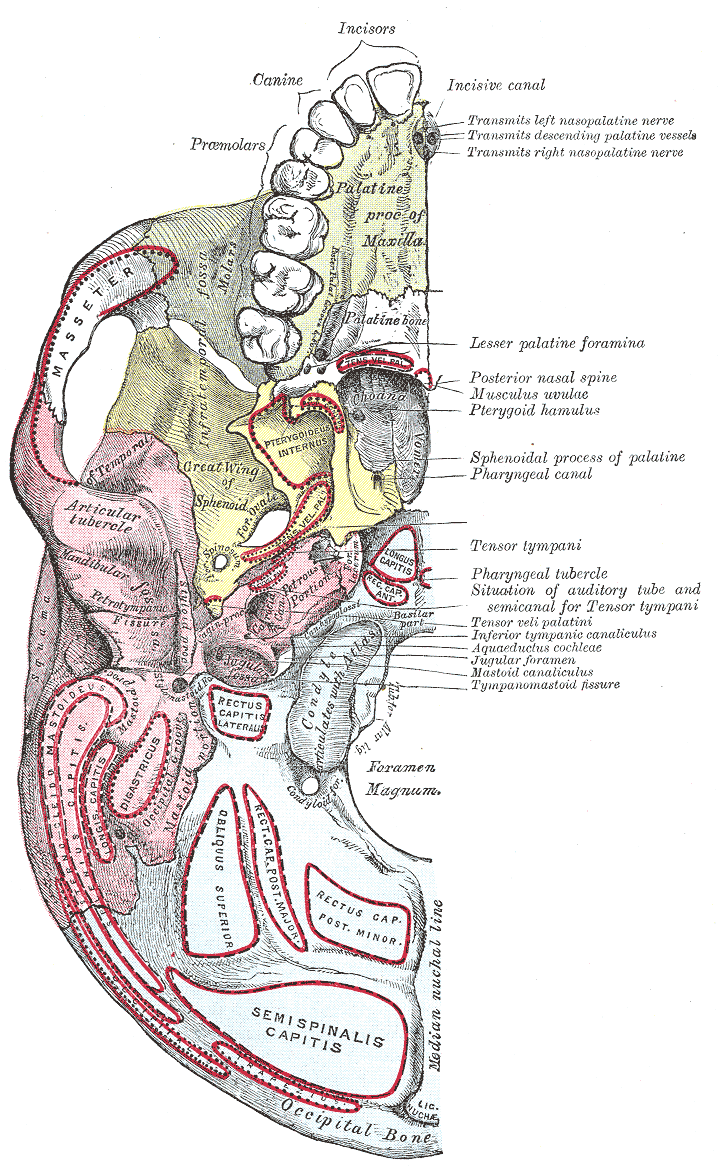
Основа черепа — внутрішня поверхня.
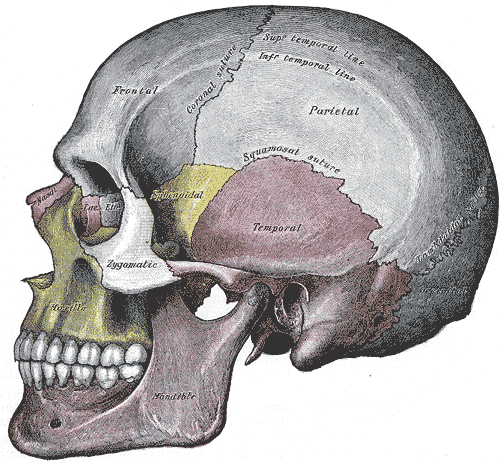
Боковий вигляд черепа.
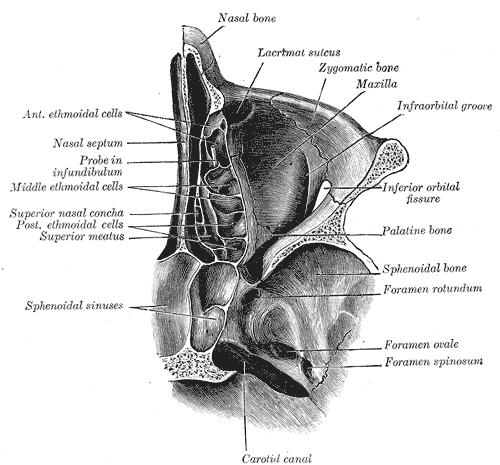
Горизонтальний розріз носової і очної порожнини.
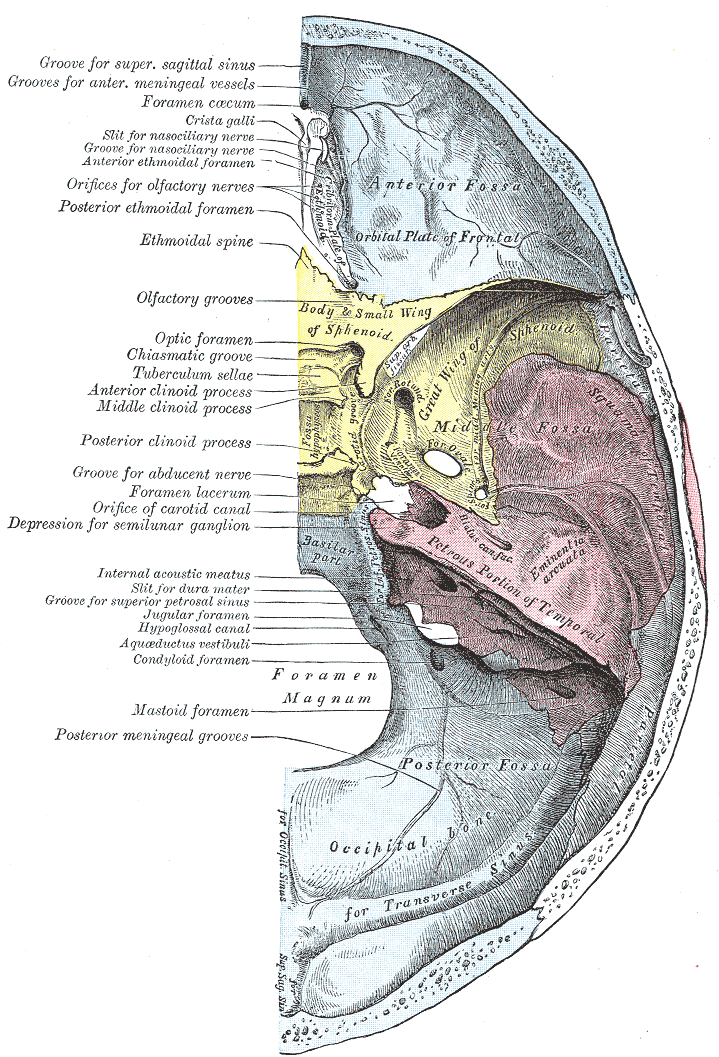
Основа черепа.
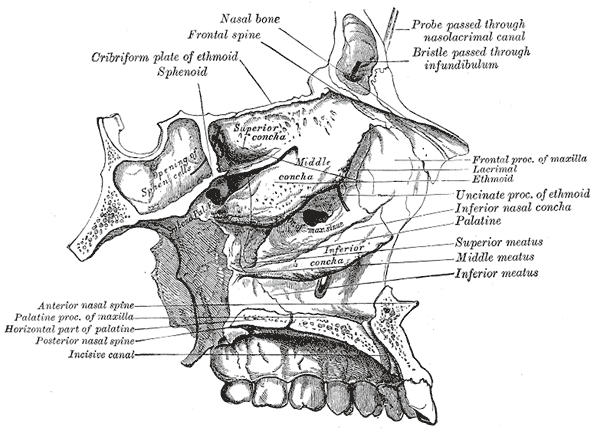
Склепіння, основа, і бокова стінка лівої носової порожнини.